# Pentocnus
Pentocnus is een geslacht van zeekomkommers uit de familie Cucumariidae.

## Soorten
- Pentocnus bursatus O'Loughlin & O'Hara, 1992